# Åfarnes
Åfarnes (històricament, Aafarnes) és un poble situat al municipi de Rauma, comtat de Møre og Romsdal, Noruega. El poble està situat a la confluència dels fiords de Romsdal, Langfjorden, i Rødvenfjorden. La carretera comtal noruega 64 travessa el poble en el seu camí des de la ciutat d'Åndalsnes (al sud) a la ciutat de Molde (al nord). Hi ha un moll de transbordadors a Åfarnes amb els transbordadors regulars a través del Langfjorden a la localitat de Sølsnes al municipi de Molde, al nord. L'església més propera és a Holm i es troba a uns 4 quilòmetres a l'est del poble.